# ACRIMSAT

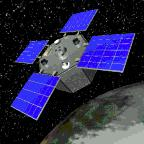
ACRIMSAT

ACRIMSAT(Active Cavity Radiometer Irradiance Monitor Satellite)は、アメリカ航空宇宙局の地球観測システムの21個の人工衛星のうちの1つである。

## 概要
1999年12月20日にヴァンデンバーグ空軍基地からアリラン1号とともにトーラスロケットで打ち上げられ、高軌道傾斜角の700kmの太陽同期軌道に投入された。この軌道から、ACRIM3は太陽放射をモニターした。
ACRIM3は、2000年4月にミッションが始まって以来、太陽光の放射量観測を行い、以前のNASAのソーラーマックス（ACRIM1、1980年-1989年）、UARS（ACRIM2、1991年-2001年）が作り始めた太陽光測定データベースを拡充した。
実験の責任者でACRIM3 Science Teamを率いていたのはリチャード・C・ウィルソンであった。ウィルソンは、太陽定数モニタを設計した。ACRIM3による観測はウィルソンとJPL/ACRIMSATのプロジェクトマネージャーであるロナルド・ゼノン、ACRIM3 Instrument Scientistのロジャー・ヘリゾンの共同で行われた。ミッションは、ジェット推進研究所のテーブル山天文台に設置されたACRIMSAT追跡ステーションによって制御された。
ACRIMSAT（国際衛星識別符号 1999-070B）は、スピン安定性の単一目的衛星であり、オービタル・サイエンシズが製造した。打上げや地上局、11年間の運営も含めた総額は、3000万ドル未満であり、NASAの「より良くより速くより安く」という標語の良い事例となっている。
ACRIMSAT/ACRIM3は、2004年の金星の太陽面通過の間の太陽からの総放射量を追跡しており、惑星の影による0.1%の太陽強度の減少を観測した。また、2012年の金星の太陽面通過のデータも記録した。